# Zdenek Cón
Zdenek Cón (27. prosince 1919 Vídeň – 3. listopadu 1995 Kutná Hora) byl slovenský hudební skladatel a rozhlasový redaktor.

## Život
Narodil se 27. prosince 1919 slovenským rodičům ve Vídni. Studoval na českém reálném Gymnáziu Jana Ámose Komenského a navštěvoval často české kulturní spolky (Omladina Komenského, Akademický spolek Zpěvokol, Lumír). Maturoval v roce 1939 a hudebně se vzdělával soukromě. V roce 1945 se přestěhoval do Bratislavy a stal se pracovníkem bratislavského rozhlasu. V letech 1946–1953 působil v košickém rozhlasovém studiu a pokračoval ve studiu hudby u Dezidera Kardoše. V roce 1951 složil na Pražské konzervatoři státní zkoušku z dirigování. Do Bratislavy se vrátil v roce 1953 a působil jako redaktor estrádní a operetní redakce. Byl jedním z iniciátorů každoroční rozhlasové soutěže dechových orchestrů. V roce 1984 odešel do důchodu. Je otcem hudebního skladatele Karla Cóna (* 1951).

## Dílo
Komponoval převážně taneční a estrádní skladby. V roce 1946 napsal svou nejrozšířenější a nejznámější taneční skladbu, tango Nečakaj ma už nikdy (slova Otta Kaušitz). Mezi jeho další oblíbené skladby patří:
- Niesom už sám
- Dáš si šatôčku cez oči
- Ženský účes
- Ráno v Bratislavě
- Svítání
- Vzpomínka na léto a další.

Napsal rovněž několik hudebních komedií:
- Majáles (hráno také pod názvem Ty si môj Romeo, 1948)
- Kouzelné rukavice (podle románu Jaroslava Žáka, 1962)